# Ichneumenoptera commoni
Ichneumenoptera commoni là một loài bướm đêm thuộc họ Sesiidae. Nó là loài duy nhất được tìm thấy ở
the male type which was collected near Toowoomba in Queensland.
Chiều dài cánh trước khoảng 8.5 mm đối với con đực.